# Lijst van Tweede Kamerleden 1937-1946
Tussen 8 juni 1937 en 4 juni 1946 waren 147 personen vertegenwoordiger in de Tweede Kamer, het 100 zetels tellende lagerhuis van de Staten-Generaal. De leden werden aanvankelijk bij de Tweede Kamerverkiezingen van 26 mei 1937 gekozen, maar vanwege de Duitse bezetting liep de zittingsperiode langer door en was er na bevrijding sprake van een noodparlement, waarbij ook Kamerleden benoemd werden die niet op een kandidatenlijst hadden gestaan.

## Achtergrond

### Noodparlement
De Tweede Kamer functioneerde op normale wijze tot 10 mei 1940, toen Duitsland Nederland binnenviel. Formeel liep de zittingstermijn af in september 1941. Enkele Kamerleden namen toen ontslag, hoewel de politieke partijen erop aangedrongen dat de Tweede Kamerleden niet zouden bedanken, om het Nederlands parlement althans formeel in stand te houden. Pas op 25 september 1945 kwam de Tweede Kamer weer bijeen in de vorm van de Tijdelijke Staten-Generaal, die een veel beperktere bevoegdheid had. Tijdens de oorlog hadden 24 Tweede Kamerleden de Kamer verlaten of waren overleden. In de Tijdelijke Staten-Generaal zaten alleen de Kamerleden die in mei 1940 in de Kamer zaten aangevuld met Kamerleden die voor september 1941 door het Centraal Stembureau waren benoemd. In november werd dit de Voorlopige Staten-Generaal, die wel meer rechten had. Zij werden niet vervangen op basis van de kieslijst van 1937, maar op voordracht van de Nationale Advies Commissie. Daarbij werden de politieke verhoudingen van 1940 aangehouden, behalve bij de NSB die vervangen werden door oud-verzetsstrijders. Drie Kamerleden werden verder uit de Tweede Kamer gezet vanwege hun handelen tijdens de oorlog.

## Leden
Alle leden worden bij aanvang van de zittingsperiode beëdigd, ook als zij aftredend waren aan het einde van de vorige termijn van de Tweede Kamer. 'Begindatum' in deze lijst verwijst daarom naar de beëdiging tijdens deze ambtstermijn, terwijl van alle leden automatisch wordt aangenomen dat zij aan het einde van de ambtstermijn hun ambt hebben verlaten.
| Naam                                                  | Fractie           | Fractie       | Begindatum        | Einddatum         | Ref    |
| ----------------------------------------------------- | ----------------- | ------------- | ----------------- | ----------------- | ------ |
| Piet Aalberse                                         |                   | RKSP          | 8 juni 1937       | 8 november 1937   | [ 2 ]  |
| Willem Albarda                                        |                   | SDAP          | 8 juni 1937       | 9 augustus 1939   | [ 3 ]  |
| Jacob Algera                                          |                   | ARP           | 21 september 1937 | 3 juni 1946       |        |
| Herman Amelink                                        |                   | ARP           | 8 juni 1937       | 3 juni 1946       | [ 4 ]  |
| Jan Andriessen                                        |                   | RKSP          | 8 juni 1937       | 3 juni 1946       | [ 5 ]  |
| Jan Andriessen                                        | KVP               |               | 8 juni 1937       | 3 juni 1946       | [ 5 ]  |
| Gerrit Baas Klaaszoon                                 |                   | ARP           | 21 september 1937 | 3 juni 1946       |        |
| Franciscus Joannes Herman Bachg                       |                   | RKSP          | 8 juni 1937       | 3 juni 1946       | [ 6 ]  |
| Franciscus Joannes Herman Bachg                       | KVP               |               | 8 juni 1937       | 3 juni 1946       | [ 6 ]  |
| Max Bajeto                                            |                   | RKSP          | 8 juni 1937       | 3 juni 1946       | [ 7 ]  |
| Max Bajeto                                            | KVP               |               | 8 juni 1937       | 3 juni 1946       | [ 7 ]  |
| Jouke Bakker                                          |                   | CHU           | 8 juni 1937       | 11 juli 1945      |        |
| Betsy Bakker-Nort                                     |                   | VDB           | 8 juni 1937       | 6 januari 1942    |        |
| Leo Beaufort                                          |                   | RKSP          | 8 juni 1937       | 20 januari 1946   | [ 8 ]  |
| Leo Beaufort                                          | KVP               |               | 8 juni 1937       | 20 januari 1946   | [ 8 ]  |
| Steven Edzo Broeils Bierema                           |                   | LSP           | 8 juni 1937       | 3 juni 1946       |        |
| Steven Edzo Broeils Bierema                           | PvdV              |               | 8 juni 1937       | 3 juni 1946       |        |
| Klaas Bijlsma                                         |                   | VDB           | 6 december 1938   | 3 juni 1946       |        |
| Klaas Bijlsma                                         | PvdA              |               | 6 december 1938   | 3 juni 1946       |        |
| Jan van Bochove                                       |                   | SGP           | 20 november 1945  | 3 juni 1946       |        |
| Max Bongaerts                                         |                   | RKSP          | 8 juni 1937       | 5 oktober 1945    | [ 9 ]  |
| Henk van den Born                                     |                   | SDAP          | 25 september 1945 | 3 juni 1946       |        |
| Henk van den Born                                     | PvdA              |               | 25 september 1945 | 3 juni 1946       |        |
| Cor Borst                                             |                   | CPN           | 11 april 1946     | 3 juni 1946       |        |
| Hendrik Botterweg                                     |                   | ARP           | 21 september 1937 | 8 september 1939  |        |
| Hendrik Jan van Braambeek                             |                   | SDAP          | 8 juni 1937       | 3 juni 1946       | [ 10 ] |
| Hendrik Jan van Braambeek                             | PvdA              |               | 8 juni 1937       | 3 juni 1946       | [ 10 ] |
| Jan Bommer                                            |                   | SDAP          | 4 september 1939  | 22 november 1945  |        |
| Rintje van der Brug                                   |                   | CHU           | 20 november 1945  | 3 juni 1946       |        |
| Hendrik Brugmans                                      |                   | SDAP          | 25 april 1939     | 16 november 1945  |        |
| Huub van den Brule                                    |                   | RKSP          | 21 september 1937 | 3 juni 1946       |        |
| Huub van den Brule                                    | KVP               |               | 21 september 1937 | 3 juni 1946       |        |
| Jaap Burger                                           |                   | SDAP          | 20 november 1945  | 3 juni 1946       |        |
| Jaap Burger                                           | PvdA              |               | 20 november 1945  | 3 juni 1946       |        |
| Mozes Meijer Cohen                                    |                   | VDB           | 8 juni 1937       | 11 maart 1940     |        |
| Hendrik Colijn                                        |                   | ARP           | 8 juni 1937       | 24 juni 1937      | [ 11 ] |
| Laurentius Nicolaas Deckers                           |                   | RKSP          | 8 juni 1937       | 31 mei 1946       | [ 12 ] |
| Laurentius Nicolaas Deckers                           | KVP               |               | 8 juni 1937       | 31 mei 1946       | [ 12 ] |
| Gerrit Diepenhorst                                    |                   | ARP           | 8 juni 1937       | 3 juni 1946       | [ 13 ] |
| Gerhardus Dieters                                     |                   | NSB           | 8 juni 1937       | 14 september 1945 |        |
| Jannes van Dijk                                       |                   | ARP           | 8 juni 1937       | 28 juni 1937      | [ 14 ] |
| Tiemen van Dijken                                     |                   | ARP           | 8 juni 1937       | 3 juni 1946       | [ 15 ] |
| Leendert Antonie Donker                               |                   | SDAP          | 8 juni 1937       | 3 juni 1946       | [ 16 ] |
| Leendert Antonie Donker                               | PvdA              |               | 8 juni 1937       | 3 juni 1946       | [ 16 ] |
| Willem Drees                                          |                   | SDAP          | 8 juni 1937       | 24 juni 1945      | [ 17 ] |
| Wim Droesen                                           |                   | RKSP          | 8 juni 1937       | 3 juni 1946       | [ 18 ] |
| Wim Droesen                                           | KVP               |               | 8 juni 1937       | 3 juni 1946       | [ 18 ] |
| Willem Drop                                           |                   | SDAP          | 8 juni 1937       | 9 maart 1939      | [ 19 ] |
| Lodewijk Duymaer van Twist                            |                   | ARP           | 8 juni 1937       | 3 juni 1946       |        |
| Fekko Ebel Hajo Ebels                                 |                   | VDB           | 8 juni 1937       | 3 juni 1946       |        |
| Fekko Ebel Hajo Ebels                                 | PvdA              |               | 8 juni 1937       | 3 juni 1946       |        |
| Roestam Effendi                                       |                   | CPN           | 8 juni 1937       | 22 januari 1946   |        |
| Jan Lambertus Faber                                   |                   | SDAP          | 8 juni 1937       | 10 maart 1941     | [ 20 ] |
| Dirk Jan de Geer                                      |                   | CHU           | 8 juni 1937       | 9 augustus 1939   |        |
| Bob van Gelderen                                      |                   | SDAP          | 8 juni 1937       | 13 mei 1940       | [ 21 ] |
| Frans Goedhart                                        |                   | onafhankelijk | 20 november 1945  | 3 juni 1946       |        |
| Frans Goedhart                                        | PvdA              |               | 20 november 1945  | 3 juni 1946       |        |
| Marinus van der Goes van Naters                       |                   | SDAP          | 8 juni 1937       | 3 juni 1946       | [ 22 ] |
| Marinus van der Goes van Naters                       | PvdA              |               | 8 juni 1937       | 3 juni 1946       | [ 22 ] |
| Piet Goseling                                         |                   | RKSP          | 8 juni 1937       | 27 juni 1937      | [ 23 ] |
| Jaap Groen Azn.                                       |                   | RKSP          | 8 juni 1937       | 3 juni 1946       | [ 24 ] |
| Jaap Groen Azn.                                       | KVP               |               | 8 juni 1937       | 3 juni 1946       | [ 24 ] |
| Paul de Groot                                         |                   | CPN           | 20 november 1945  | 3 juni 1946       |        |
| Kees ten Hagen                                        |                   | onafhankelijk | 20 november 1945  | 3 juni 1946       |        |
| Kees ten Hagen                                        | PvdA              |               | 20 november 1945  | 3 juni 1946       |        |
| Pieter Heertjes                                       |                   | onafhankelijk | 20 november 1945  | 3 juni 1946       |        |
| Pieter Heertjes                                       | PvdA              |               | 20 november 1945  | 3 juni 1946       |        |
| Henri Hermans                                         |                   | RKSP          | 8 juni 1937       | 13 februari 1942  | [ 25 ] |
| Chris van den Heuvel                                  |                   | ARP           | 8 juni 1937       | 3 juni 1946       |        |
| Jan Hilgenga                                          |                   | SDAP          | 8 juni 1937       | 5 november 1941   | [ 26 ] |
| Henk Hofstra                                          |                   | SDAP          | 20 november 1945  | 3 juni 1946       |        |
| Henk Hofstra                                          | PvdA              |               | 20 november 1945  | 3 juni 1946       |        |
| Harm van Houten                                       |                   | CDU           | 8 juni 1937       | 6 augustus 1945   |        |
| Harm van Houten                                       | PvdA              |               | 8 juni 1937       | 6 augustus 1945   |        |
| Joseph Johan Wilhelm IJsselmuiden                     |                   | RKSP          | 8 juni 1937       | 3 juni 1946       | [ 27 ] |
| Joseph Johan Wilhelm IJsselmuiden                     | KVP               |               | 8 juni 1937       | 3 juni 1946       | [ 27 ] |
| Arie IJzerman                                         |                   | SDAP          | 8 juni 1937       | 3 juni 1946       | [ 28 ] |
| Arie IJzerman                                         | PvdA              |               | 8 juni 1937       | 3 juni 1946       | [ 28 ] |
| Dolf Joekes                                           |                   | VDB           | 8 juni 1937       | 3 juni 1946       |        |
| Dolf Joekes                                           | PvdA              |               | 8 juni 1937       | 3 juni 1946       |        |
| Alida de Jong                                         |                   | SDAP          | 8 juni 1937       | 8 juli 1943       | [ 29 ] |
| Huub Jongen                                           |                   | RKSP          | 20 november 1945  | 3 juni 1946       |        |
| Huub Jongen                                           | KVP               |               | 20 november 1945  | 3 juni 1946       |        |
| Frida Katz                                            |                   | CHU           | 8 juni 1937       | 15 september 1941 |        |
| Carel Joseph van Kempen                               |                   | LSP           | 4 september 1939  | 3 juni 1946       |        |
| Carel Joseph van Kempen                               | PvdV              |               | 4 september 1939  | 3 juni 1946       |        |
| Gerrit Hendrik Kersten                                |                   | SGP           | 8 juni 1937       | 14 september 1945 |        |
| Arie Kievit                                           |                   | SDAP          | 8 juni 1937       | 3 juni 1946       | [ 30 ] |
| Arie Kievit                                           | PvdA              |               | 8 juni 1937       | 3 juni 1946       | [ 30 ] |
| Wim de Kort                                           |                   | RKSP          | 20 november 1945  | 3 juni 1946       |        |
| Wim de Kort                                           | KVP               |               | 20 november 1945  | 3 juni 1946       |        |
| Rad Kortenhorst                                       |                   | RKSP          | 8 juni 1937       | 3 juni 1946       | [ 31 ] |
| Rad Kortenhorst                                       | KVP               |               | 8 juni 1937       | 3 juni 1946       | [ 31 ] |
| Henk Korthals                                         |                   | LSP           | 20 november 1945  | 3 juni 1946       |        |
| Henk Korthals                                         | PvdV              |               | 20 november 1945  | 3 juni 1946       |        |
| Jan Krijger                                           |                   | CHU           | 8 juni 1937       | 3 juni 1946       |        |
| Tjeerd Krol                                           |                   | CHU           | 8 juni 1937       | 3 juni 1946       |        |
| Herman van Kuilenburg                                 |                   | SDAP          | 20 november 1945  | 3 juni 1946       |        |
| Herman van Kuilenburg                                 | PvdA              |               | 20 november 1945  | 3 juni 1946       |        |
| Kees Kuiper                                           |                   | RKSP          | 8 juni 1937       | 18 januari 1942   | [ 32 ] |
| Evert Kupers                                          |                   | SDAP          | 8 juni 1937       | 3 juni 1946       | [ 33 ] |
| Evert Kupers                                          | PvdA              |               | 8 juni 1937       | 3 juni 1946       | [ 33 ] |
| Jan ter Laan                                          |                   | SDAP          | 8 juni 1937       | 14 september 1941 | [ 34 ] |
| Otto Cornelis Adriaan van Lidth de Jeude              |                   | LSP           | 8 juni 1937       | 24 juli 1939      |        |
| Kees van Lienden                                      |                   | SDAP          | 8 juni 1937       | 3 juni 1946       | [ 35 ] |
| Kees van Lienden                                      | PvdA              |               | 8 juni 1937       | 3 juni 1946       | [ 35 ] |
| Toon Loerakker                                        |                   | RKSP          | 8 juni 1937       | 3 juni 1946       | [ 36 ] |
| Toon Loerakker                                        | KVP               |               | 8 juni 1937       | 3 juni 1946       | [ 36 ] |
| Johannes Henricus van Maarseveen                      |                   | RKSP          | 21 september 1937 | 3 juni 1946       |        |
| Johannes Henricus van Maarseveen                      | KVP               |               | 21 september 1937 | 3 juni 1946       |        |
| Max de Marchant et d'Ansembourg                       |                   | NSB           | 8 juni 1937       | 3 februari 1941   |        |
| Hendrik Johan Wilhelm Adriaan Meijerink               |                   | ARP           | 8 juni 1937       | 3 juni 1946       |        |
| Louis Mes                                             |                   | RKSP          | 8 juni 1937       | 3 juni 1946       | [ 37 ] |
| Louis Mes                                             | KVP               |               | 8 juni 1937       | 3 juni 1946       | [ 37 ] |
| Chris Mol                                             |                   | KVP           | 30 april 1946     | 3 juni 1946       |        |
| Hendrik Moller                                        |                   | RKSP          | 8 juni 1937       | 5 december 1940   | [ 38 ] |
| Gerard Nederhorst                                     |                   | SDAP          | 10 januari 1946   | 3 juni 1946       |        |
| Gerard Nederhorst                                     | PvdA              |               | 10 januari 1946   | 3 juni 1946       |        |
| Pieter Oud                                            |                   | VDB           | 8 juni 1937       | 8 november 1938   |        |
| Nico Palar                                            |                   | SDAP          | 20 november 1945  | 3 juni 1946       |        |
| Henk Ploeg jr.                                        |                   | SDAP          | 25 september 1945 | 3 juni 1946       | [ 39 ] |
| Henk Ploeg jr.                                        | PvdA              |               | 25 september 1945 | 3 juni 1946       | [ 39 ] |
| Max van Poll                                          |                   | RKSP          | 8 juni 1937       | 3 juni 1946       | [ 40 ] |
| Max van Poll                                          | KVP               |               | 8 juni 1937       | 3 juni 1946       | [ 40 ] |
| Jaap le Poole                                         |                   | SDAP          | 20 november 1945  | 3 juni 1946       |        |
| Jaap le Poole                                         | PvdA              |               | 20 november 1945  | 3 juni 1946       |        |
| Hessel Posthuma sr.                                   |                   | CDU           | 8 juni 1937       | 3 juni 1946       |        |
| Hessel Posthuma sr.                                   | PvdA              |               | 8 juni 1937       | 3 juni 1946       |        |
| Harry van der Putt                                    |                   | RKSP          | 8 juni 1937       | 31 mei 1939       | [ 41 ] |
| Tijn Receveur                                         |                   | RKSP          | 20 november 1945  | 3 juni 1946       |        |
| Tijn Receveur                                         | KVP               |               | 20 november 1945  | 3 juni 1946       |        |
| Eugenius Gerardus Maria Roolvink                      |                   | RKSP          | 23 november 1937  | 3 juni 1946       |        |
| Anton Roosjen                                         |                   | ARP           | 8 juni 1937       | 3 juni 1946       |        |
| Gustave Alexander Marie Joannes Ruijs de Beerenbrouck |                   | RKSP          | 8 juni 1937       | 3 juni 1946       | [ 42 ] |
| Gustave Alexander Marie Joannes Ruijs de Beerenbrouck | KVP               |               | 8 juni 1937       | 3 juni 1946       | [ 42 ] |
| Jo de Ruiter                                          |                   | CHU           | 20 november 1945  | 3 juni 1946       |        |
| Jan Willem Hendrik Rutgers van Rozenburg              |                   | CHU           | 21 september 1937 | 3 juni 1946       |        |
| Henk Ruyter                                           |                   | RKSP          | 8 juni 1937       | 3 juni 1946       | [ 43 ] |
| Henk Ruyter                                           | KVP               |               | 8 juni 1937       | 3 juni 1946       | [ 43 ] |
| Theodoor François Marie Schaepman                     |                   | RKSP          | 21 juni 1939      | 3 juni 1946       |        |
| Theodoor François Marie Schaepman                     | KVP               |               | 21 juni 1939      | 3 juni 1946       |        |
| Josef van Schaik                                      |                   | RKSP          | 8 juni 1937       | 3 juni 1946       | [ 44 ] |
| Jan Schilthuis                                        |                   | VDB           | 8 juni 1937       | 3 juni 1946       |        |
| Jan Schilthuis                                        | PvdA              |               | 8 juni 1937       | 3 juni 1946       |        |
| Jan Schmal                                            |                   | CHU           | 20 november 1945  | 3 juni 1946       |        |
| Jan Schouten                                          |                   | ARP           | 8 juni 1937       | 3 juni 1946       | [ 45 ] |
| Jos Serrarens                                         |                   | RKSP          | 8 juni 1937       | 3 juni 1946       | [ 46 ] |
| Jos Serrarens                                         | KVP               |               | 8 juni 1937       | 3 juni 1946       | [ 46 ] |
| Harm van Sleen                                        |                   | SDAP          | 8 juni 1937       | 3 juni 1946       | [ 47 ] |
| Harm van Sleen                                        | PvdA              |               | 8 juni 1937       | 3 juni 1946       | [ 47 ] |
| Jan Rudolph Slotemaker de Bruine                      |                   | CHU           | 8 juni 1937       | 23 juni 1937      |        |
| Jan Rudolph Slotemaker de Bruine                      | 4 september 1939  | CHU           | 1 mei 1941        |                   |        |
| Wiebe van der Sluis                                   |                   | SDAP          | 8 juni 1937       | 3 juni 1946       | [ 48 ] |
| Wiebe van der Sluis                                   | PvdA              |               | 8 juni 1937       | 3 juni 1946       | [ 48 ] |
| Jan Smallenbroek                                      |                   | ARP           | 20 november 1945  | 3 juni 1946       |        |
| Chris Smeenk                                          |                   | ARP           | 8 juni 1937       | 3 juni 1946       |        |
| Setyadjit Soegondo                                    |                   | onafhankelijk | 20 november 1945  | 3 juni 1946       |        |
| Max Steenberghe                                       |                   | RKSP          | 8 juni 1937       | 29 juni 1937      | [ 49 ] |
| Willem Steinmetz                                      |                   | RKSP          | 8 juni 1937       | 3 juni 1946       | [ 50 ] |
| Willem Steinmetz                                      | KVP               |               | 8 juni 1937       | 3 juni 1946       | [ 50 ] |
| Siegried Stokman                                      |                   | KVP           | 26 maart 1946     | 3 juni 1946       |        |
| Jo Stokvis                                            |                   | SDAP          | 8 juni 1937       | 3 juni 1946       | [ 51 ] |
| Jo Stokvis                                            | PvdA              |               | 8 juni 1937       | 3 juni 1946       | [ 51 ] |
| Eduard Joseph Marie Stumpel                           |                   | RKSP          | 8 juni 1937       | 3 juni 1946       | [ 52 ] |
| Eduard Joseph Marie Stumpel                           | KVP               |               | 8 juni 1937       | 3 juni 1946       | [ 52 ] |
| Johannes Georgius Suring                              |                   | RKSP          | 8 juni 1937       | 17 december 1941  | [ 53 ] |
| Ko Suurhoff                                           |                   | SDAP          | 21 september 1939 | 3 juni 1946       |        |
| Ko Suurhoff                                           | PvdA              |               | 21 september 1939 | 3 juni 1946       |        |
| Jos Sweens                                            |                   | RKSP          | 21 september 1937 | 3 juni 1946       |        |
| Jan van den Tempel                                    |                   | SDAP          | 8 juni 1937       | 8 augustus 1939   | [ 54 ] |
| Corry Tendeloo                                        |                   | VDB           | 20 november 1945  | 3 juni 1946       |        |
| Corry Tendeloo                                        | PvdA              |               | 20 november 1945  | 3 juni 1946       |        |
| Jan Terpstra                                          |                   | ARP           | 8 juni 1937       | 3 juni 1946       |        |
| Frans Teulings                                        |                   | RKSP          | 8 juni 1937       | 3 juni 1946       | [ 55 ] |
| Frans Teulings                                        | KVP               |               | 8 juni 1937       | 3 juni 1946       | [ 55 ] |
| Theo Thijssen                                         |                   | SDAP          | 8 juni 1937       | 22 december 1943  | [ 56 ] |
| Hendrikus Tilanus                                     |                   | CHU           | 8 juni 1937       | 3 juni 1946       |        |
| Jetze Tjalma                                          |                   | ARP           | 8 juni 1937       | 3 juni 1946       |        |
| Meinoud Rost van Tonningen                            |                   | NSB           | 11 juni 1937      | 6 juni 1945       |        |
| Pieter Willem Hendrik Truijen                         |                   | RKSP          | 8 juni 1937       | 3 juni 1946       | [ 57 ] |
| Pieter Willem Hendrik Truijen                         | KVP               |               | 8 juni 1937       | 3 juni 1946       | [ 57 ] |
| Huub van Velthoven                                    |                   | RKSP          | 20 november 1945  | 3 juni 1946       |        |
| Huub van Velthoven                                    | KVP               |               | 20 november 1945  | 3 juni 1946       |        |
| Evert Vermeer                                         |                   | SDAP          | 10 januari 1946   | 3 juni 1946       |        |
| Evert Vermeer                                         | PvdA              |               | 10 januari 1946   | 3 juni 1946       |        |
| Netty de Vink                                         |                   | RKSP          | 20 november 1945  | 3 juni 1946       |        |
| Netty de Vink                                         | KVP               |               | 20 november 1945  | 3 juni 1946       |        |
| Lou de Visser                                         |                   | CPN           | 8 juni 1937       | 16 september 1941 |        |
| Jan Vlam                                              |                   | SDAP          | 22 november 1945  | 3 juni 1946       |        |
| Jan Vlam                                              | PvdA              |               | 22 november 1945  | 3 juni 1946       |        |
| Hein Vos                                              |                   | SDAP          | 8 juni 1937       | 24 juni 1945      | [ 58 ] |
| Isidoor Henry Joseph Vos                              |                   | LSP           | 8 juni 1937       | 1 februari 1943   |        |
| Agnes de Vries-Bruins                                 |                   | SDAP          | 8 juni 1937       | 3 juni 1946       | [ 59 ] |
| Agnes de Vries-Bruins                                 | PvdA              |               | 8 juni 1937       | 3 juni 1946       | [ 59 ] |
| Theo van der Waerden                                  |                   | SDAP          | 8 juni 1937       | 11 juni 1940      | [ 60 ] |
| Gerben Wagenaar                                       |                   | CPN           | 20 november 1945  | 3 juni 1946       |        |
| Willem Wagenaar                                       |                   | ARP           | 8 juni 1937       | 29 mei 1943       |        |
| Martien van der Weijden                               |                   | RKSP          | 8 juni 1937       | 3 juni 1946       | [ 61 ] |
| Martien van der Weijden                               | KVP               |               | 8 juni 1937       | 3 juni 1946       | [ 61 ] |
| Jan Weitkamp                                          |                   | CHU           | 8 juni 1937       | 3 juni 1946       |        |
| Charles Welter                                        |                   | RKSP          | 8 juni 1937       | 27 juni 1937      | [ 62 ] |
| Willem Carel Wendelaar                                |                   | LSP           | 8 juni 1937       | 3 juni 1946       |        |
| Willem Carel Wendelaar                                | PvdV              |               | 8 juni 1937       | 3 juni 1946       |        |
| Bernard Wijkamp                                       |                   | SDAP          | 25 september 1945 | 3 juni 1946       |        |
| Bernard Wijkamp                                       | PvdA              |               | 25 september 1945 | 3 juni 1946       |        |
| David Wijnkoop                                        |                   | CPN           | 8 juni 1937       | 7 mei 1941        |        |
| Jacob Adriaan de Wilde                                |                   | ARP           | 8 juni 1937       | 25 juni 1937      |        |
| Jacob Adriaan de Wilde                                | 19 september 1939 | ARP           | 3 juni 1946       |                   |        |
| Hendrik Jan Woudenberg                                |                   | NSB           | 8 juni 1937       | 14 september 1945 |        |
| Christine Wttewaall van Stoetwegen                    |                   | CHU           | 20 november 1945  | 3 juni 1946       |        |
| Cornelis van der Zaal                                 |                   | ARP           | 8 juni 1937       | 3 juni 1946       |        |
| Pieter Zandt                                          |                   | SGP           | 8 juni 1937       | 3 juni 1946       |        |
| Albertus Zijlstra                                     |                   | ARP           | 8 juni 1937       | 3 juni 1946       |        |
| Herman Arnold Zwijnenberg                             |                   | VDB           | 9 mei 1940        | 3 juni 1946       |        |
| Herman Arnold Zwijnenberg                             | PvdA              |               | 9 mei 1940        | 3 juni 1946       |        |